# St. Louis WCT 1976 - Doppio
Il doppio del torneo di tennis St. Louis WCT 1976, facente parte della categoria World Championship Tennis, ha avuto come vincitori Brian Gottfried e Raúl Ramírez che hanno battuto in finale John Alexander e Phil Dent col punteggio di 6-4, 6-2.

## Teste di serie
1. Brian Gottfried /  Raúl Ramírez (campioni)

1. John Alexander /  Phil Dent (finale)

## Tabellone

### Legenda
| - Q = Qualificato - WC = Wild card - LL = Lucky loser | - ALT = Alternate - SE = Special Exempt - PR = Protected Ranking | - w/o = Walkover - r = Ritirato - d = Squalificato |

|  | Quarti di finale | Quarti di finale               | Quarti di finale               | Quarti di finale | Quarti di finale |  |  | Semifinali | Semifinali                    | Semifinali                    | Semifinali               | Semifinali               |   |   | Finale | Finale                       | Finale                       | Finale | Finale |  |
|  |                  |                                |                                |                  |                  |  |  |            |                               |                               |                          |                          |   |   |        |                              |                              |        |        |  |
|  | 1                | Brian Gottfried Raúl Ramírez   | Brian Gottfried Raúl Ramírez   | 6                | 7                |  |  |            |                               |                               |                          |                          |   |   |        |                              |                              |        |        |  |
|  |                  | Ray Moore Onny Parun           | Ray Moore Onny Parun           | 4                | 6                |  |  | 1          | Brian Gottfried Raúl Ramírez  | Brian Gottfried Raúl Ramírez  | 6                        | 6                        |   |   |        |                              |                              |        |        |  |
|  |                  | Anand Amritraj Vijay Amritraj  | 6                              | 4                | 6                |  |  |            | Anand Amritraj Vijay Amritraj | Anand Amritraj Vijay Amritraj | 4                        | 4                        |   |   |        |                              |                              |        |        |  |
|  |                  | Jiří Hřebec Jan Kodeš          | 2                              | 6                | 4                |  |  |            |                               |                               |                          |                          |   |   | 1      | Brian Gottfried Raúl Ramírez | Brian Gottfried Raúl Ramírez | 6      | 6      |  |
|  |                  | Billy Martin Cliff Richey      | 6                              | 7                | 6                |  |  |            |                               | 2                             | John Alexander Phil Dent | John Alexander Phil Dent | 4 | 2 |        |                              |                              |        |        |  |
|  |                  | Butch Buchholz Ken Rosewall    | 7                              | 6                | 3                |  |  |            | Billy Martin Cliff Richey     | 3                             | 6                        | 2                        |   |   |        |                              |                              |        |        |  |
|  | 2                | John Alexander Phil Dent       | John Alexander Phil Dent       | 6                | 6                |  |  | 2          | John Alexander Phil Dent      | 6                             | 4                        | 6                        |   |   |        |                              |                              |        |        |  |
|  |                  | Manuel Orantes Guillermo Vilas | Manuel Orantes Guillermo Vilas | 3                | 4                |  |  |            |                               |                               |                          |                          |   |   |        |                              |                              |        |        |  |